# Dirceu Travesso
Dirceu Travesso (Flórida Paulista, 24 de fevereiro de 1959 — São Paulo, 16 de setembro de 2014) foi um líder sindical e político brasileiro, cofundador do PSTU, da Conlutas e do PT.
Em 2002, Didi (como era conhecido) concorreu, pelo PSTU, ao cargo de governador de São Paulo; em 2004, disputou a Prefeitura de São Paulo; e, em 2010, tentou uma vaga no Senado Federal.
Morreu após 45 dias de internação no Hospital do Câncer de São Paulo, onde se tratava de um câncer de pulmão, contra o qual lutava havia 5 anos.